# Дамыран, Айланмаа Байлаковна
Айланмаа Байлаковна Дамыран (род.28 июля 1975) — хоомейжи, мультиинструменталист, заслуженный артист Республики Тыва (2018).

## Биография
Родилась 28 июля 1975 года в поселке Бай-Тал Бай-Тайгинского района Тувинской АССР. После окончания школы в 1992 году поступила на отделение национальных инструментов Кызылского училища искусств имени А. Б. Чыргал-оола. Училась у А. А. Оюн по классу игил. Обучаясь модернизированному игилу, параллельно освоила игил, хомус, бызаанчы у преподавателя С. М. Бюрбе. Играла в первом составе студенческого фольклорного ансамбля «Чангы-Хая». Ей посчастливилось учиться в классе хоомея у Хунаштаар-оола Ооржака. Окончив училище, в 1996-1997 годы работала в Кызылском педагогическом училище. В 1998 году вместе с Чодураа Тумат создали женский фольклорный ансамбль «Тыва кызы» (дипломант Международного фестиваля «Устуу-Хурээ» (2002) и Международного фестиваля «Берземлек-Содружество» (2003), лауреат II степени Международного фестиваля этнической музыки «Мир Сибири» в Красноярском крае, двукратный лауреат Международного конкурса «Варган-Хомус» (2005 и 2013), лауреат II степени VI Международного симпозиума «Хоомей — феномен культуры народов центральной Азии» в Кызыле (2013)). Гастроли ансамбля состоялись в Бельгию, Германию, Данию, Испанию, КНР, Нидерланды, Норвегию, Польшу, Португалию, Республику Корею, США, Финляндию, Францию, Швейцарию, Швецию, Японию. С 2003 года работает артисткой Тувинского национального оркестра. Она хорошо играет на разных типах хомусов, на игиле, бызаанчы, дошпулууре. В 2012 году выпущен сольный альбом «Бай-ла-Тайгам», где записаны ее сольные композиции традиционной вокальной и инструментальной музыки, также современные аранжировки Октября Саая на ее песни. Она — мать двух сыновей и дочки.

## Награды и звания
- дипломант Республиканского конкурса «Хоомей-1995»
- лауреат конкурса «Игил Ак-оола» (2002)
- лауреат международного фестиваля-конкурса «Хомус-Варган-2005»
- лауреат второго Международного конкурса Хомус 2011
- специальный приз за «Сохранение старых традиций» на Тувинском конкурсе певцов традиционных песен 2011 года
- Почетная грамота Главы — Председателя Правительства Республики Тыва (2013)[3]
- «За сохранение традиционных наигрышей на ча-хомус» Международного фестиваля «Хоомей в Центре Азии» (2017)[4]
- заслуженный артист Республики Тыва (2018)[5]